# Galva (Iowa)
Galva é uma cidade localizada no estado americano de Iowa, no Condado de Ida.

## Demografia
Segundo o censo americano de 2000, a sua população era de 368 habitantes.
Em 2006, foi estimada uma população de 308, um decréscimo de 60 (-16.3%).

## Geografia
De acordo com o United States Census Bureau tem uma área de
1,7 km², dos quais 1,7 km² cobertos por terra e 0,0 km² cobertos por água. Galva localiza-se a aproximadamente 396 m acima do nível do mar.

## Localidades na vizinhança
O diagrama seguinte representa as localidades num raio de 24 km ao redor de Galva.